# Mirvaux
Mirvaux é uma comuna francesa na região administrativa de Altos da França, no departamento de Somme. Estende-se por uma área de 2,29 km². Em 2010 a comuna tinha 141 habitantes (densidade: 61,6 hab./km²).